# キャスパー装甲兵員輸送車
キャスパー（Casspir）は、南アフリカ共和国が設計製造した、四輪式の装甲兵員輸送車である。特に地雷対策を重視して設計されており、地雷の爆風を逃がすためのV字型の車底を持つことによって兵員や車体に致命的損傷を与えないようになっている。また、車体の周囲には銃弾や砲弾・地雷の破片から兵員を守るための装甲が付与されている。
また、車軸自体も短時間で交換可能となっており、地雷で車軸が破壊されても比較的すぐに前線に復帰することが可能である。
キャスパーは、インドのOrdnance Factory Boardでライセンス生産されており、アメリカ海兵隊のMRAP計画の参考材料とされている。

## 開発
1960年代後半-1980年代にかけて、南アフリカは国内においてはアフリカ民族会議（ANC）を筆頭とする反アパルトヘイト政策姿勢をとる黒人組織や南西アフリカ（ナミビア）の独立を主張する南西アフリカ人民機構（SWAPO）の弾圧に奔走していた。
国外では、1975年にアンゴラおよびモザンビークがポルトガルから独立したのち、ANCやSWAPOを支援する姿勢を見せるとともにソビエト連邦への接近を図ったため、南アフリカはアンゴラ内戦およびモザンビーク内戦の勃発を契機に、ローデシアと共同で両国の反政府勢力であるアンゴラ全面独立民族同盟（UNITA）やモザンビーク民族抵抗運動（RENAMO）を支援し、特にローデシアと直接国境を接しないアンゴラに対しては、陸空軍を直接出動させての介入を繰り返していた。
このさなか、SWAPOやANCの軍事活動部門であるウムコントゥ・ウェ・シズウェ (Umkhonto we Sizwe) 、アンゴラ政府軍とこれを支援するために派遣されたキューバ革命軍は、対戦車地雷を使用しての待ち伏せ攻撃を多用したため、南アフリカ防衛軍 (South African Defence Force) や南アフリカ警察の装甲車および搭乗人員に多大な被害を与えていた。
これらの被害に対処するため、南アフリカ国防軍および南アフリカ警察は、対戦車地雷への抗堪性の高い装甲車の開発を要求し、1979年に生産が開始された。
アパルトヘイト終了後は、アフリカ諸国やアメリカなどにも輸出されている。

## 派生型
キャスパーMk 1
キャスパーMk 2
キャスパーMk 2C（I）
キャスパーMk 3
エンジンを6気筒ターボチャージャー付きのADE-352T ディーゼル（170hp）に換装。
バッファロー
キャスパーをベースに、アメリカのフォース・プロテクション社が設計した地雷防護車両。
キャスパーは装輪装甲車の例にもれず、多種多様な派生形が製造されている。
- 装甲兵員輸送車

基本型
- 砲兵着弾観測車
- 戦場救急車
- 貨物自動車

最大5トンまでの貨物を運搬可能で、各種兵器のプラットフォームにも流用できる。
- タンクローリー

容量5,000リットルのタンクを搭載。
- 火力支援用車両
- Gemsbok 回収車両

最大牽引重量15tまでのクレーンを搭載。
- Mechem 地雷除去車両

地雷を誘爆させるために鉄製のタイヤを装着。
- MEDDS 地雷探知センサ車両
- Plofadder 地雷除去システム

Plofadder 160AT ロケット推進式地雷除去システムをコンテナに納めて運搬する。
- 警察用車両

暴動を鎮圧するための車両で、窓を大きくして視界を拡大させている。

## 採用国
- アメリカ合衆国
- ペルー
- コンゴ民主共和国

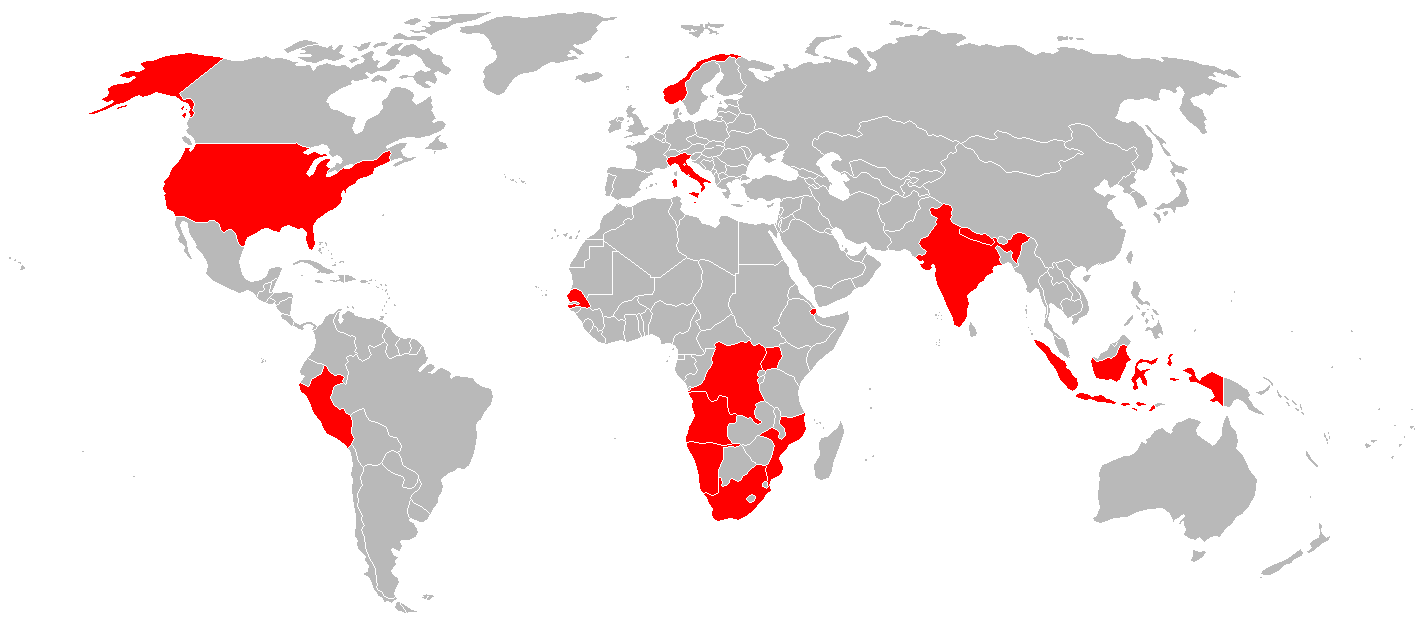
キャスパー装甲兵員輸送車の採用国

- マラウイ - 2024年時点で、マラウイ陸軍が14両のキャスパーを保有[1]。
- アンゴラ
- モザンビーク
- インド
- ウガンダ
- ベナン
- ブルンジ
- インドネシア - 陸軍の特殊部隊、Kopassusでのみ運用。
- ネパール - 2023年時点で、ネパール陸軍が90両のキャスパーを保有[2]。
- ジブチ
- ナミビア
- シエラレオネ - 2024年時点で、シエラレオネ軍が3両のキャスパーを保有[3]。
- 南アフリカ共和国

## 登場作品

### 映画
『第9地区』
南アフリカの超国家機関（MNU）が、エイリアンが住む第9地区移動の際に使用する。色は白に塗装されている。